# Estadio El Alcoraz
Das Estadio El Alcoraz ist das vereinseigene Fußballstadion des spanischen Vereins SD Huesca. Huesca ist die Hauptstadt der gleichnamigen Provinz in der autonomen Region Aragonien. Das Stadion bietet 5.300 Sitzplätze, die bis auf einen Teil der Haupttribüne unter freiem Himmel liegen. Seinen Namen hat die Spielstätte von der Schlacht von Alcoraz, die im November des Jahres 1096 zwischen den Aragonen und den Sarazenen außerhalb von Huesca stattfand.
Als in den 1970er Jahren die Tercera División, die damalige dritte Liga, neu gegliedert wurde, entstand die Segunda División B, die neue dritte Liga. Aus diesem Anlass baute der Verein das Stadion El Alcoraz. Am 16. Januar 1972 wurde die Sportstätte mit dem Derby SD Huesca gegen Deportivo Aragon eingeweiht und Huesca feierte einen 2:1-Sieg. Die spanische U-21-Männer-Fußballnationalmannschaft spielte am 6. Juni 2003 im Estadio El Alcoraz gegen Griechenland um die EM-Qualifikation 2004. Spanien gewann mit 2:0, scheiterte aber später in den Entscheidungsspielen an Schweden. Im Jahr 2007 wurden Renovierungsarbeiten durchgeführt, die hauptsächlich der Haupttribüne und den Umkleidekabinen zugutekamen. 

## Neues Stadion
Es bestehen Pläne für einen Neubau eines Stadions mit einer Kapazität von 10.000 bis 12.000 Zuschauerplätzen. Es soll gegenüber der Mehrzweckhalle Palacio Municipal de Deportes von Huesca gebaut werden, unweit vom Standort des alten Stadions. In der Nähe liegt noch eine Tennisanlage.